# عمرو الور
عمرو الور (23 يناير 2001)، لاعب المنتخب الأردني للسباحة كان قد إنضم إلى صفوف المنتخب الأردني في عام 2012 وسبق له التأهل إلى دورة الألعاب الأولمبية للشباب في بوينس آيرس عام 2018 وفي عام 2021 تأهل إلى أولمبياد طوكيو 2020.

## التأهل إلى أولمبياد طوكيو
اختير السباح الور للمشاركة في أولمبياد طوكيو ضمن تخصص 200 متر صدر ليمثل السباحة الأردنية في أولمبياد طوكيو برفقة زميلته تاليتا بقلة.

## الإنجازات
تمكن الور من تسجيل الرقم التأهيلي لأولمبياد الشباب في بوينس آيرس عام 2018 ويحمل الرقم القياسي لسباحة الصدر على المستوى العربي للفئات العمرية.

## روابط خارجية
- عمرو الور على موقع الاتحاد الدولي للسباحة (الإنجليزية)
- عمرو الور على موقع SwimRankings.net (الإنجليزية)
- عمرو الور على موقع اللجنة الأولمبية الدولية (الإنجليزية)
- عمرو الور على موقع أوليمبيديا (الإنجليزية)